# Педро де Луна-и-Мануэль
Педро де Луна-и-Мануэль (исп. Pedro de Luna y Manuel; 1415—1494) — кастильский дворянин и военный, 1-й сеньор де Фуэтидуэнья (1443—1494).

## Происхождение
Педро де Луна-и-Мануэль, главный виночерпий короля и рыцарь Ордена Сантьяго, был сыном Альваро де Луна (ок. 1390—1453), коннетабля Кастилии, и Маргариты Мануэль, дочери Энрике Мануэля де Вильена и Беатрис де Соуза. На момент его рождения его родители не были женаты, но ничто не мешало женитьбе, поскольку оба были вдовцами, по этой причине он считался внебрачным ребёнком, пока не был узаконен папой римским и самим королем Хуаном II.

## Биография
В 1443 году король Кастилия Хуан II пожаловал ему титул сеньора Фуэнтидуэнья, назначив Хуана де Луна-и-Пиментеля, 2-го графа Сан-Эстебан-де-Гормас, законного сына Альваро де Луны, коннетабля Кастилии, наследником в случае отсутствия законной преемственности Хуана де Пиментель-и-Энрикес, графиня Монтальбан и двоюродной сестры монарха.
В 1446 году Педро де Луна вступил во владение сеньорией де Фуэнтидуэнья, переместив свою резиденцию во дворец, который он построил рядом с башней Поньенте, в настоящее время известный как Пуэрта-дель-Паласио. С этого момента город Фуэнтидуэнья стал столицей его домена.
В 1454 году он приказал своим вассалам срубить деревья, принадлежащие монастырю Сакрамения, для ремонта замка Фуэнтидуэнья. Протест монахов против этих действий был заглушен с такой силой, что аббат не осмелился вернуться в монастырь, пока Диего Мануэль, алькальда короля в монетном дворе Сеговии, не прибыл следственным судьей и не предложил ему гарантии.
Педро де Луна-и-Мануэль с юности имел репутацию выдающегося воина, дослужившись до капитана личной гвардии короля Энрике IV.
В 1474 году Диего Лопес Пачеко, 2-й маркиз Вильена, был заключен в тюрьму в замке Фуэнтидуэнья графом Осорно, который с помощью этого манёвра пытался заставить его уйти в отставку с поста магистра Ордена Сантьяго. Сам король вместе с большой группой дворян отправился на переговоры об освобождении маркиза Вильена, что заняло у них 20 дней. Наконец, его освобождение произошло путем обмена пленными, так как королевская сторона заключила в тюрьму графиню и её сына.

## Смерть и погребение
Педро де Луна-и-Мануэль был похоронен вместе со своей женой и несколькими детьми в монастыре Сан-Франциско-де-Фуэнтидуэнья.

## Брак и дети
Педро де Луна-и-Мануэль женился на Эльвире де Аяла-и-Эррера, дочери Педро Гарсиа де Эррера-и-Рохас, сеньора Ампудии, и Марии де Айяла-и-Сармьенто, сеньоры Аялы, от которой у него было несколько детей:
- Альваро де Луна-и-Аяла (1440—1519), 2-й сеньор Фуэнтидуэнья
- Мария де Луна-и-Аяла (?-1530), замужем за Энрике Энрикесом де Киньонесом, 1-м сеньором Орсе.

Позже он снова женился на Марии де ла Пуэнте. В результате его второго брака родился как минимум один сын:
- Мельчор де Луна-и-де-ла-Пуэнте, рыцарь Ордена Сантьяго.